# Partito Pensionati
Der Partito Pensionati (deutsch: Rentnerpartei) ist eine Partei in Italien unter der Führung von Carlo Fatuzzo. Sie wurde am 19. Oktober 1987 in Mailand gegründet.
Die Partei versteht sich vor allem als Vertretung der Rechte der Rentner, hat aber auch sonst ein ausgeprägt sozialpolitisches Profil. Der Partito Pensionati ist nicht im italienischen Parlament vertreten, erreichte aber bei der Wahl zum Europäischen Parlament im Jahre 1999 0,75 % und im Jahre 2004 1,15 % der Stimmen und damit jeweils einen Sitz, der vom Vorsitzenden Carlo Fatuzzo eingenommen wurde. Die Partei war Teil der Europäischen Demokraten, einem Bündnis konservativer europaskeptischer Parteien, die zusammen mit der christdemokratischen Europäischen Volkspartei eine gemeinsame Fraktion (EVP-ED) bildeten. Zur Europawahl 2009 trat die Partei zusammen mit anderen rechts-konservativen Parteien unter dem Namen „Polo dell’Autonomia“ an, erreichte jedoch keinen Sitz.
Im Jahr 2022 gründete der Präsident und ehemalige Senator Giacinto Boldrini die Partito Pensionati + Salute.